# Góra Madera
Góra Madera – pagórek w Krakowie, w Dzielnicy XI Podgórze Duchackie.